# Вероника из Бинаско
Вероника из Бинаско (до пострижения Джованна Негрони; 1445, Бинаско, Ломбардия — 13 января 1497, Милан) — блаженная римо-католической церкви, визионер и мистик. Монахиня августинского монастыря Санта-Марта в Милане.

## Биография
Джованна Негрони родилась в городке Бинаско неподалёку от Милана в бедной семье; её родителей звали Занино и Джакомина. Из-за бедности семьи, Джованна начала работать с раннего возраста, занималась домашними делами и работала в поле. Она не ходила в школу и по ночам безуспешно пыталась научиться читать самостоятельно.
Согласно католической традиции, в детстве она переживала экстазы и мистические видения. В 1463 году Джованна отправилась в Милан, чтобы стать монахиней францисканского монастыря Санта-Орсола, но не была принята. Затем она обратилась к монахиням-августинкам из монастыря Санта-Марта, но аббатиса, Мишелина Поццо, отвергла ее кандидатуру в связи с невежеством, заявив, что Джованна будет принята в монастырь только научившись читать псалтырь. Тогда, согласно легенде, в видениях Джованне явилась Мадонна, которая сама объяснила ей свой катехизис. В 1466 году, по-прежнему неграмотная, Джованна была принята в монастырь и при пострижении получила имя Вероника. Ей было в это время 22 года. В качестве послушания сестре Веронике было поручено просить милостыню в поддержку монастыря.
Более двадцати лет Вероника страдала от сильных болей, чередующихся с экстазами, носила вериги, скудно питалась и страдала от холода.
Начиная с 1485 года экстазы Вероники стали документироваться. По её словам, ей являлся Христос, страдающий на кресте, но окруженный светом. В следующем видении перед ней предстала монахиня, преследуется дьяволом. Далее следовала целая серия видений, в которых Вероника каялась в своих грехах, видела младенца Иисуса в окружении ангелов, посещала праздники святых в раю, видела ад и чистилище. Она принимала причастие от самого Христа. Все эти видения наблюдала только сама сестра Вероника и записывала её секретарь, сестра Таддеа.
Христос, по словам Вероники, также давал ей поручения для других людей. Так, 15-17 октября 1489 года, Вероника в сопровождении двух других монахинь (сестра Таддеа и сестра Симона) отправилась в Комо, чтобы сообщить монаху-францисканцу по имени Джованни о старых грехах, совершенных десятью годами ранее. 5 марта 1492 года она вызвала герцога Милана Лодовико Сфорца, предупредив его о грехах, совершенных при его дворе, и о невзгодах, которые он перенесёт, если греховные действия не прекратятся. Вероника также молилась за здоровье различных людей, например, сестры Таддеа, ее секретаря, которая тяжело заболела в марте 1494 года. В качестве гарантии того, что  сестра Таддеа будет жить долгое время, Мадонна, по словам сестры Вероники, подарила ей серебряную шкатулку.
10 сентября 1495 года Вероника в сопровождении сестры Таддеа отправилась в Рим, чтобы поговорить с папой Александром VI. Разговор произошёл после восьми дней ожидания. В конце беседы понтифик выразил слова глубокого уважения монахине, которая затем вернулась в монастырь. По легенде, папа, побледневший во время аудиенции, заставил своих придворных встать, когда Вероника закончила, говоря: «Почитайте эту женщину, потому что она святая».
Вероника скончалась 13 января 1497 года после продолжительной болезни, её похороны состоялись 18 января. Мощи сестры Вероники  оставались нетленными.

## Почитание
Первое житие Вероники было составлено сестрой Бенедеттой да Вимеркате с помощью сестры Таддеа де Бонлей, которая много лет жила в одной келье с блаженной, выполняя функции её секретаря.  Второе житие, основанное на первом, была написана доминиканским теологом Исидоро Исолани. Работа Исолани, опубликованная в 1518 году и посвященная королю Франции Франциску I и его жене, королеве Клод, во многом способствовала популярности фигуры Вероники и ее беатификации.
Культ блаженной Вероники, как местночтимой святой, был официально  утвержден 15 декабря 1517 папой Львом X. Климент X распространил его 6 февраля 1672 года на весь орден августинцев, и, наконец, Бенедикт XIV в январе 1749 года одобрил публикацию в римском мартирологе имени блаженной Вероники, хотя канонизирована она не была. Причиной этого было то, что сам папа Бенедикт XIV, образованный деятель эпохи Просвещения, сомневался в её святости, о чём, ещё будучи кардиналом, писал в одном из своих сочинений.
Мощи святой Вероники почивают в церкви её родного Бинаско, а сама она считается святой покровительницей этого города.